# Paradoxo
Um paradoxo é uma afirmação logicamente autocontraditória ou uma afirmação que vai contra as expectativas de alguém. É uma afirmação que, apesar do raciocínio aparentemente válido a partir de premissas verdadeiras ou aparentemente verdadeiras, leva a uma conclusão aparentemente auto contraditória ou logicamente inaceitável. Um paradoxo geralmente envolve elementos contraditórios, mas inter-relacionados, que existem simultaneamente e persistem ao longo do tempo. Eles resultam em "contradição persistente entre elementos interdependentes", levando a uma "unidade de opostos" duradoura.
Na lógica, existem muitos paradoxos que são conhecidos por serem argumentos inválidos, mas que são, no entanto, valiosos na promoção do pensamento crítico, enquanto outros paradoxos revelaram erros em definições que eram consideradas rigorosas e fizeram com que axiomas da matemática e da lógica fossem reexaminados. Um exemplo é o paradoxo de Russell, que questiona se uma "lista de todas as listas que não se contêm" se incluiria e mostrou que as tentativas de fundar a teoria dos conjuntos na identificação de conjuntos com propriedades ou predicados eram falhas. Outros, como o paradoxo de Curry, não podem ser facilmente resolvidos fazendo mudanças fundamentais em um sistema lógico.
Exemplos fora da lógica incluem o navio de Teseu da filosofia, um paradoxo que questiona se um navio reparado ao longo do tempo pela substituição de todas e cada uma de suas peças de madeira, uma de cada vez, permaneceria o mesmo navio. Os paradoxos também podem assumir a forma de imagens ou outras mídias. Por exemplo, M. C. Escher apresentou paradoxos baseados em perspectiva em muitos de seus desenhos, com paredes que são consideradas pisos de outros pontos de vista e escadas que parecem subir infinitamente.
Informalmente, o termo paradoxo é frequentemente usado para descrever um resultado contraintuitivo.

## Elementos comuns
Autorreferência, contradição e regressão infinita são elementos centrais de muitos paradoxos. Outros elementos comuns incluem definições circulares e confusão ou ambiguidade entre diferentes níveis de abstração.

### Autorreferência
Autorreferência ocorre quando uma sentença, ideia ou fórmula se refere a si mesma. Embora declarações possam ser autorreferenciais sem serem paradoxais (“Esta declaração está escrita em português” é uma declaração autorreferencial verdadeira e não-paradoxal), a autorreferência é um elemento comum em paradoxos. Um exemplo ocorre no paradoxo do mentiroso, que é comumente formulado como a declaração autorreferencial “Esta declaração é falsa”. Outro exemplo ocorre no paradoxo do barbeiro, que propõe a questão de se um barbeiro que faz a barba de todos e somente daqueles homens que não fazem a barba por si mesmos faria a própria barba. Nesse paradoxo, o conceito de barbeiro é autorreferencial.

### Contradição
Contradição, juntamente com a autorreferência, é uma característica central de muitos paradoxos. O paradoxo do mentiroso, “Esta declaração é falsa”, demonstra contradição porque a declaração não pode ser falsa e verdadeira ao mesmo tempo. O paradoxo do barbeiro é contraditório porque implica que o barbeiro faz a própria barba se e somente se ele não faz a própria barba.
Assim como na autorreferência, uma declaração pode conter uma contradição sem ser um paradoxo. “Esta declaração está escrita em francês” é um exemplo de uma declaração autorreferencial contraditória que não é um paradoxo, mas é falsa.

### Circularidade viciosa ou regressão infinita

Circularidade viciosa ilustrada

Outro aspecto central dos paradoxos é a recursão não terminante, na forma de raciocínio circular ou regressão infinita. Quando essa recursão cria uma impossibilidade metafísica por meio de contradição, a regressão ou circularidade é considerada viciosa. Novamente, o paradoxo do mentiroso é um exemplo instrutivo: “Esta declaração é falsa” — se a declaração for verdadeira, então ela é falsa, tornando-a verdadeira, tornando-a falsa, e assim por diante.

### Outros elementos
Outros paradoxos envolvem declarações falsas e meias-verdades ("'impossível' não está no meu vocabulário") ou dependem de suposições precipitadas (Um pai e seu filho sofrem um acidente de carro; o pai morre e o menino é levado às pressas para o hospital. O médico diz: "Não posso operar este menino. Ele é meu filho." Não há contradição, o médico é a mãe do menino.).
Paradoxos que não se baseiam em um erro oculto geralmente ocorrem nas margens do contexto ou da linguagem e requerem a ampliação do contexto ou da linguagem para perderem sua qualidade paradoxal. Paradoxos que surgem de usos aparentemente inteligíveis da linguagem muitas vezes são de interesse para lógicos e filósofos. "Esta frase é falsa" é um exemplo do conhecido paradoxo do mentiroso: é uma frase que não pode ser consistentemente interpretada como verdadeira ou falsa, porque se for considerada falsa, pode-se inferir que deve ser verdadeira, e se for considerada verdadeira, pode-se inferir que deve ser falsa. O paradoxo de Russell, que mostra que a noção de o conjunto de todos aqueles conjuntos que não contêm a si mesmos leva a uma contradição, foi fundamental para o desenvolvimento da lógica moderna e da teoria dos conjuntos.
Experimentos de pensamento também podem gerar paradoxos interessantes. O paradoxo do avô, por exemplo, surgiria se um viajante do tempo matasse seu próprio avô antes que sua mãe ou pai fosse concebido, impedindo assim seu próprio nascimento. Este é um exemplo específico da observação mais geral do efeito borboleta, em que a interação de um viajante do tempo com o passado — por menor que seja — implicaria fazer mudanças que, por sua vez, mudariam o futuro em que a viagem no tempo ainda iria ocorrer, alterando as circunstâncias da própria viagem no tempo.
Frequentemente, uma conclusão aparentemente paradoxal surge de uma definição inconsistente ou inerentemente contraditória da premissa inicial. No caso do aparente paradoxo de um viajante do tempo matando seu próprio avô, a inconsistência está em definir o passado ao qual ele retorna como sendo de alguma forma diferente daquele que leva ao futuro de onde ele iniciou sua viagem, mas também insistir que ele deve ter chegado a esse passado a partir do mesmo futuro para o qual ele leva.

## Classificação de Quine
W. V. O. Quine (1962) distinguiu três classes de paradoxos:

### Paradoxo verídico
Um paradoxo verídico produz um resultado que parece contrário à intuição, mas é demonstrado como verdadeiro mesmo assim:
- Que a Terra é um objeto aproximadamente esférico que está girando e em movimento rápido em torno do Sol, em vez da aparência aparentemente óbvia e senso-comum de que a Terra é um plano aproximadamente plano estacionário iluminado por um Sol que nasce e se põe ao longo do dia.
- O paradoxo de Condorcet demonstra o resultado surpreendente de que a regra da maioria pode ser autocontraditória, ou seja, é possível que uma maioria de eleitores apoie um resultado diferente do escolhido (independentemente do próprio resultado).
- O paradoxo de Monty Hall (ou, de forma equivalente, o problema dos três prisioneiros) demonstra que uma decisão que parece ter uma chance intuitiva de 50-50 pode, na verdade, ter um resultado provável comprovadamente diferente. Outro paradoxo verídico com uma prova matemática concisa é o problema do aniversário.
- Na ciência do século 20, o paradoxo do Grand Hotel de Hilbert ou o teorema do Patinho Feio são exemplos notoriamente vívidos de uma teoria sendo levada a um fim lógico, mas paradoxal.
- A divergência da série harmônica: {\displaystyle \sum _{n=1}^{\infty }{\frac {1}{n}}=1+{\frac {1}{2}}+{\frac {1}{3}}+{\frac {1}{4}}+{\frac {1}{5}}+\cdots .}

### Paradoxo falsídico
Um paradoxo falsídico estabelece um resultado que parece falso e realmente é falso, devido a uma falácia na demonstração. Portanto, paradoxos falsídicos podem ser classificados como argumentos falaciosos:
- As várias provas matemáticas inválidas (por exemplo, que 1 = 2) são exemplos clássicos disso, frequentemente baseando-se em uma divisão por zero oculta.
- O paradoxo dos cavalos, que faz uma generalização falsa a partir de declarações específicas verdadeiras.
- Os paradoxos de Zeno são 'falsídicos', concluindo, por exemplo, que uma flecha em voo nunca alcança seu alvo ou que um corredor veloz não pode ultrapassar uma tartaruga com uma pequena vantagem inicial.

### Antinomia
Uma antinomia é um paradoxo que chega a um resultado autocontraditório aplicando corretamente modos de raciocínio aceitos. Por exemplo, o paradoxo de Grelling–Nelson aponta problemas genuínos em nossa compreensão das ideias de verdade e descrição.
Às vezes descrita desde o trabalho de Quine, uma dialeteísmo é um paradoxo que é verdadeiro e falso ao mesmo tempo. Pode ser considerado um quarto tipo ou, alternativamente, um caso especial de antinomia. Na lógica, geralmente se assume, seguindo Aristóteles, que nenhuma dialetheia existe, mas elas são permitidas em algumas lógicas paraconsistentes.

## Classificação de Ramsey
Frank Ramsey fez uma distinção entre paradoxos lógicos e paradoxos semânticos, com o paradoxo de Russell pertencendo à primeira categoria, e o paradoxo do mentiroso e os paradoxos de Grelling à última.  Ramsey introduziu a distinção agora padrão entre contradições lógicas e semânticas. As contradições lógicas envolvem termos matemáticos ou lógicos como classe e número e, portanto, mostram que nossa lógica ou matemática é problemática. As contradições semânticas envolvem, além de termos puramente lógicos, noções como pensamento, linguagem e simbolismo, que, de acordo com Ramsey, são termos empíricos (não formais). Portanto, essas contradições são devidas a ideias falhas sobre pensamento ou linguagem e pertencem adequadamente à epistemologia.

## Na filosofia
O gosto pelo paradoxo é central para as filosofias de Lao Zi, Zenão de Eleia, Chuang-Tzu, Heráclito, Bhartṛhari, Mestre Eckhart, Hegel, Kierkegaard, Nietzsche e G. K. Chesterton, entre muitos outros. Søren Kierkegaard, por exemplo, escreve nos Fragmentos Filosóficos:
Mas não se deve pensar mal do paradoxo, pois o paradoxo é a paixão do pensamento, e o pensador sem o paradoxo é como o amante sem paixão: um sujeito medíocre. Mas a potencialização final de toda paixão é sempre desejar sua própria queda, e assim também é a paixão final do entendimento desejar a colisão, embora de uma forma ou de outra a colisão deva se tornar sua queda. Este, então, é o paradoxo final do pensamento: querer descobrir algo que o próprio pensamento não pode pensar.

## Na medicina
Uma reação paradoxal a um medicamento é o oposto do que se esperaria, como ficar agitado com um sedativo ou sedado com um estimulante. Algumas são comuns e usadas regularmente na medicina, como o uso de estimulantes como Adderall e Ritalina no tratamento do transtorno de déficit de atenção e hiperatividade (também conhecido como TDAH), enquanto outras são raras e podem ser perigosas por não serem esperadas, como agitação severa causada por um benzodiazepínico.
As ações de anticorpos sobre antígenos podem raramente tomar rumos paradoxais de certas maneiras. Um exemplo é o aumento dependente de anticorpos (realce imunológico) da virulência de uma doença; outro é o efeito gancho (efeito de prozona), do qual existem vários tipos. No entanto, nenhum desses problemas é comum e, no geral, os anticorpos são cruciais para a saúde, pois, na maioria das vezes, realizam seu trabalho de proteção de maneira bastante eficaz.
No paradoxo do fumante, o tabagismo, apesar de seus comprovados danos, tem uma surpreendente correlação inversa com a incidência epidemiológica de certas doenças.